# يحيى هاشم
يحيى هاشم (من مواليد 14 يوليو 1981) هو لاعب كرة قدم لبناني سابق لعب كلاعب خط وسط.

## المسيرة الكروية
بدأ يحيى مسيرته مع الشباب في نادي النجمة في 12 أبريل 1995، ظهر لأول مرة في موسم الدوري اللبناني الممتاز 2000–01. حصل على لقب أفضل لاعب في موسم 2004–05، وأصبح من ضمن فريق الموسم. انضم إلى المبرة في فترة الانتقالات الصيفية لعام 2008.

## الحياة الشخصية
لعب بلال، شقيقه، كحارس مرمى.

## الإنجازات
النجمة
- الدوري اللبناني الممتاز: 2001–02، 2003–04، 2004–05
- كأس النخبة اللبنانية: 2001، 2002، 2003، 2004، 2005
- كأس السوبر اللبناني : 2000، 2002، 2004
- وصيف كأس الاتحاد الآسيوي : 2005
- كأس الاتحاد اللبناني الوصيف: 2002–03، 2003–04

المبرة
- كأس السوبر اللبناني: 2008

فردي
- أفضل لاعب في الدوري اللبناني الممتاز: 2004–05.[4]
- فريق الموسم في الدوري اللبناني الممتاز: 2004–05.[4]

## روابط خارجية
- يحيى هاشم على موقع أف آي لبنان (FA Lebanon)
- يحيى هاشم على فرق كرة القدم الوطنية.كوم
- اللاعب يحيى هاشم على موقع كووورة.